# مكشاف جسيمات
مكشاف الجسيمات في الفيزياء (بالإنجليزية: Particle detector)‏ هو جهاز يُيستخدم لاكتشاف جسيمات أولية والذرات والجزيئات. وحيث أن مكشافات الجسيمات تقوم بقياس خواصًا عديدة فتوجد منها أيضا عدد كبير يستطيع قياس الإشعاعت والفوتونات وذلك بطرق مختلفة للتآثر مع تلك الجسيمات.

## العد باستخدام التأثير الكهرومغناطيسي

### غرفة التأين

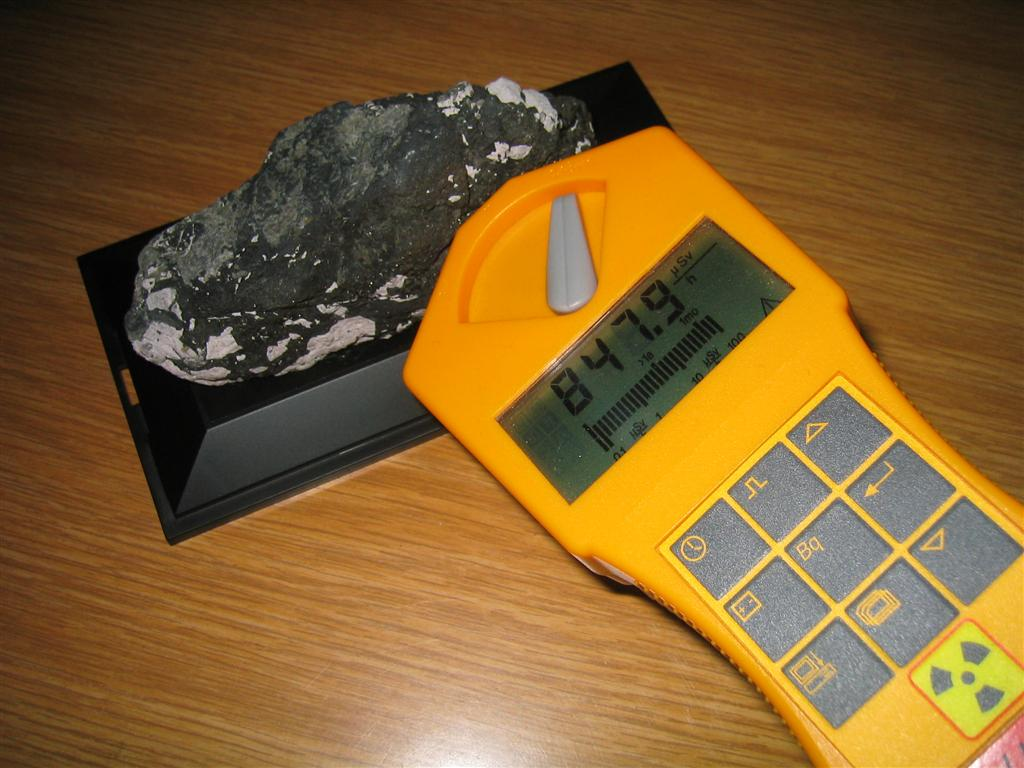
مقياس جرعة الإشعاع، ويوجد بداخله عداد جايجر.

- غرفة التأين وتتكون من أنبوب به غاز ويتوسطها سلك متصل بجهد كهربائي موجب ومعزول عن الأنبوب. وقد يبلغ الجهد الموجب 500 فولت. عند سقوط إشعاع مؤين يتأين الغاز في الأنبوب، حيث تنفصل بعض الإلكترونات عن ذراتها مشكلة تيار كهربائي ضعيف يمكن قياسه. بذلك يمكن قياس شدة الإشعاع المؤين الساقط على الأنبوب، بدون معرفة عدد الجسيمات.
- مقياس جرعة الإشعاع: وهو عبارة عن غرفة أو أنبوب تأين صغيرة تقيس طاقة الإشعاع التي يتلقاها كل كيلوجرام من جسم الإنسان في منطقة فيها إشعاع، مثل مختبر للمواد المشعة أو في مفاعل نووي. وهو معاير بحيث يعطي القراءة مباشرة، ويستخدم كثيرا لغرض الوقاية من الإشعاع في المعامل والمؤسسات النووية. توجد منه أنواعا على شكل قلم الحبر ويُشبك في جيب القميص بحيث يكون ملازما للشخص باستمرار أثناء عمله. ويوزع على جميع العاملين بغرض تسجيل قراءته كل يوم لأغراض الوقاية من الإشعاع. كما توجد أنواع منه تعلق عل الحائط في صالة معمل الإشعاع، تعطي تحذيرا للعاملين بإطلاق صفارة الخطر عند زيادة مستوى الإشعاع في الصالة عن حد معين.

في هذه الحالة يلتزم جميع العاملين بمغادرة الصالة والتجمع في مكان آمن، حتى يقوم أخصائيي قسم الوقاية بالبحث بإجهزتهم عن مصدر الإشعاع وسببه، وإصلاح ظروف العمل.
- عداد تناسبي
- عداد تناسبي متعدد الأسلاك
- عداد جايجر: وهو يقيس كل جسيم مشحون دخل فيه بدون معرفة نوعه أو طاقته. ويعمل عداد جايجر بجهد كهربائي نحو 500 فولت. ويوجد منه أنواع يختلف نوع الغاز فيه بحيث يصلح لقياس أشعة مؤينة مختلفه.
- عداد وميضي
- عداد لوح مقاوم Resistive Plate Detektor
- عداد غازي شبكي (engl. micro-pattern gas detector, MPGD)

### عداد شبه الموصلات
ويسمي أحيانا عداد سيليكوني  : عند دخول إشعاع مؤين في مكشاف شبه موصل يتسبب في حدوث نبضة تيار كهربائي فيه . ويمكن قياس تلك النبضة الكهربائية بواسطة مضخم إلكتروني ثم عد النبضات المكبرة بواسطة جهاز عد إلكتروني .

### عداد وميضي
عداد وميضي أو عداد برقي Scintillation detektor هو هداد يستغل خاصية لبعض المواد في أنها تصدر برقا عند دخول أشعة مؤينة فيها. ويعتمد البرق الناتج على طاقة الجسيم المسبب لها أي تعتمد على سرعة الجسيم وبالتالي طاقة حركته. ويقاس البرق الناشيئ في رأس العداد الحساس بواسطة خلية ضوئية أو يمكن تضخيم البرقة بواسطة صمام تضخيم ضوئي ويقوم جهاز إلكتروني بعدها وتسجيلها.

### عداد شيرينكوف

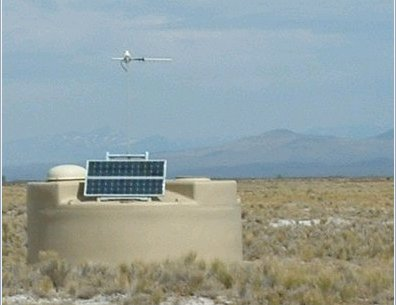
أحد عدادات شيرينكوف لقياس الأشعة الكونية، الأرجنتين.

وهو عداد يستغل إشعاع شيرنكوف لعد الجسيمات السريعة. ويوجد منه أنواعا متعددة تستطيع قياس الأشعة الضوئية الناتجة في المكشاف بسبب دخول الجسيمات فيه أو عدادات تستطيع في نفس الوقت تحديد اتجاه الشعاع الصادر عن الجسيم. وفي إمكان بعض عدادات شيرينكوف قياس الجسيمات المؤينة أو الجسيمات الغير مشحونة مثل النيوترون.
ويمكن تنفيذ الرأس الحساسة لعداد شيرينكوف بأحجام كبيرة قد تبلغ 2 متر مكعب، ولذلك فهي تستخدم أيضا لقياس الأشعة الكونية والنيوترونات.

### عدادات تقيس مسار الجسيمات

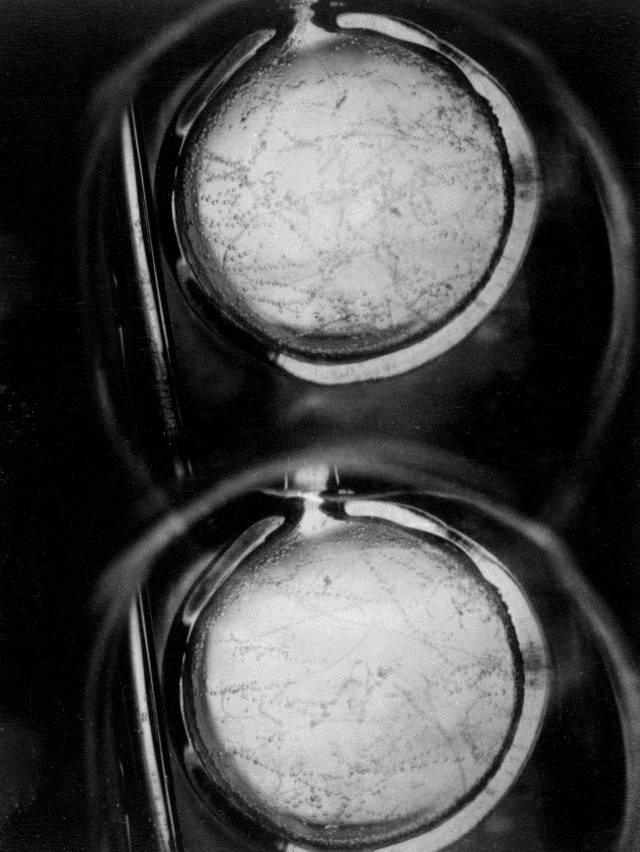
غرفة فقاقيع بالهيدروجين السائل وترى فيها مسارات بعض الجسيمات المشحونة.

- غرفة سحابية وهي تستغل ظاهرة تأين الغاز بمرور جسيم مشحون فيه. يؤين الجسيم المشحون عند اصتدامه بذرات الغاز في طريقه فيتكثف بخار الماء على الأيونات الناتجة، حيث يكون بخار الماء جزءا من الغرفة السحابية ويكون في حالة التشبع. (تلك الظاهرة ترى أيضا في شكل مسارات الطائرات في السماء حيث تترك ورائها خطوطا بيضاء عبارة عن سحب رفيعة طويلة، ذلك لأن بخار الجو يتكثف على الجزيئات الخارجة من محرك الطائرة النفاثة. وفي الغرفة السحابية يتكثف بخار الماء على الأيونات التي يتسبب في تكوّنها مرور جسيم مشحون في الوسط.)
- غرفة الفقاقيع تماثل فكرتها فكرة الغرفة السحابية إلا أن الغرفة السحابية تكون ممتلئة بغاز مثل النيتروجين أو الأرجون ومشبع ببخار الماء وعي اصلح للجسيمات البطيئة، أما غرفة الفقاقيع فهي تصلح للجسيمات المشحونة ذات الطاقة العالية (السريعة) فتكون الغرفة ممتلئة بسائل مثل الماء ويكون مشبع بغاز مذاب فيه، وعند مرور جسيم مشحون في الماء تتأين جزيئات الماء على طريق الجسيم المشحون تحت التآثر الكهرومغناطيسي وتتكوّن الفقاقيع على الأيونات الناتجة ويمكن بذلك رؤية مسار الجسيمات وتصويرها بكاميرا.
- غرفة شرارة spark chamber

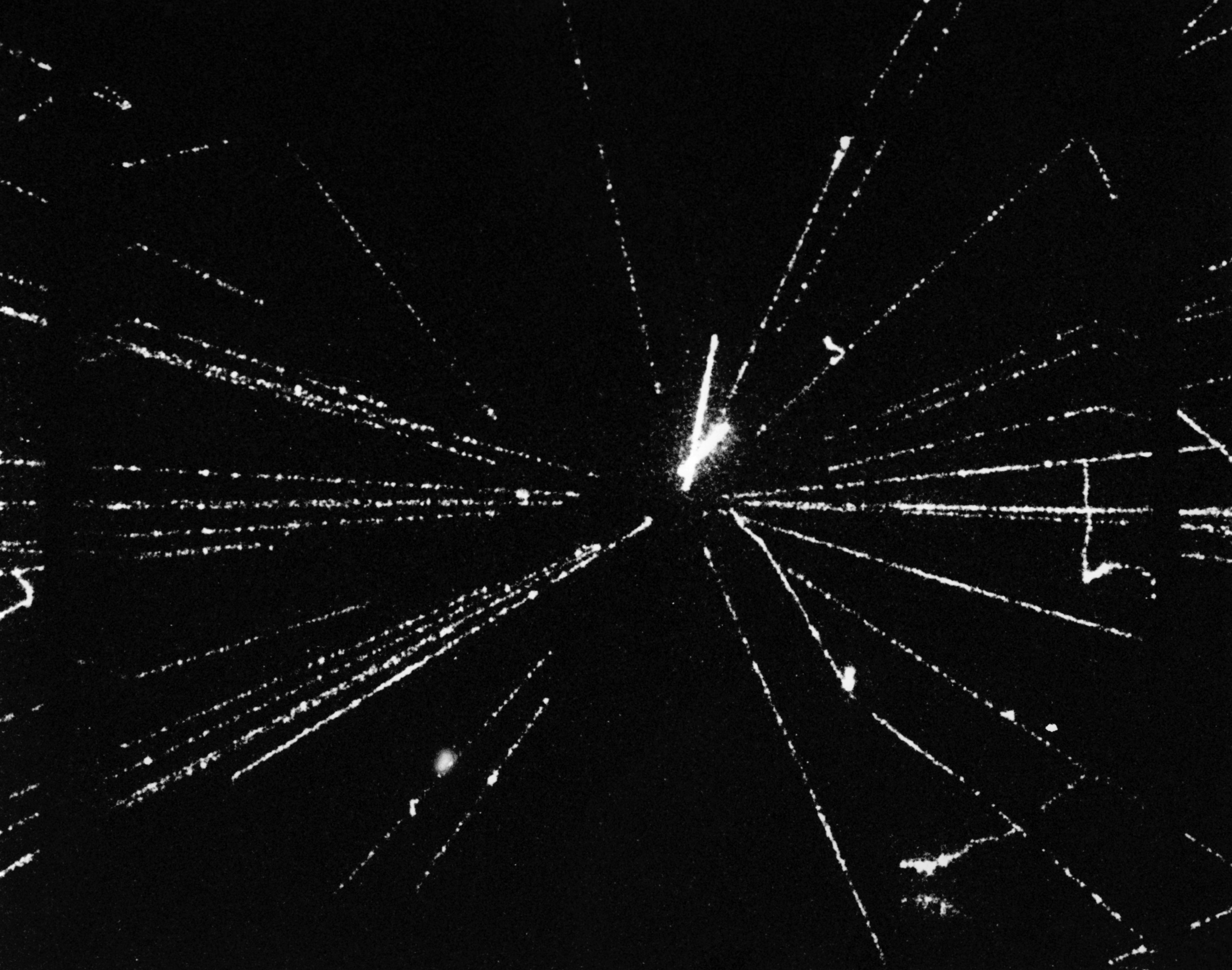
اصتدام بروتون مع نقيض البروتون مسجل في غرفة الشرارة في تجربة UA5 experiment بمركز سيرن للأبحاث النووية.

هي غرفة شفافة لقياس الجسيمات الأولية المشحونة، تحتوي على ألواح معدنية بداخلها وتملأ بغاز. يتسبب دخول جسيم مشحون في تأين الغاز بين الألواح. كانت تستخدم كثيرا خلال السبعينيات من القرن الماضي. وقد تفوقت عليها بعد ذلك وسائل قياس جديدة مثل غرفة الإزاحة وعداد شبه الموصلات وعلى الأخص العداد السيليكوني. ولا تزال غرفة الشرارة تستخدم في البحث العلمي نظرا لبساطتها.

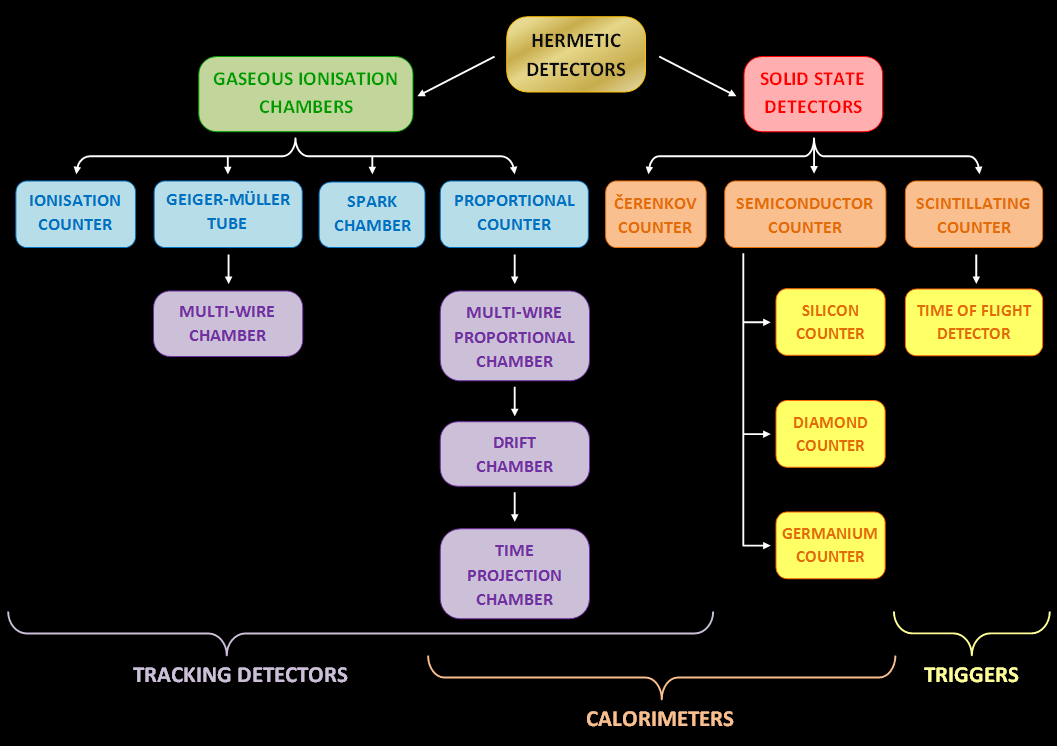
أنواع عدادات الجسيمات : تقيس مسارات الجسيمات Tracking detectors، تقيس حرارة (طاقة) الجسيمات Calorimeters، زناد القياس
Triggers.

## عداد النيوترينو
عداد النيوترينو يكون كبيرا جدا بحجم 50.000 متر مكعب من الماء كما في تجربة سوبر كاميوكاندي باليابان وغيرها، نظرا للتآثر الضعيف جدا بين النيوترينو والمادة.

## طرق أخرى
- مكشاف شعاع عبوري سطح هذه العدادات يكون عموديا على اتجاه سقوط الأشعة، ويتكون العداد من عدد من الشرائح المتطابقة ويمكن بواستطها التعرف على نوع الجسيمات .
- مطياف الكتلة

## اقرأ أيضا
- تجربة أليس
- تجربة أطلس
- تجربة سوبر كاميوكاندي
- مكشاف مصادم فيرميلاب
- عداد جايجر
- انبوب جايجر-مولر
- عداد شرائح رقيقة
- لوح هلامي نووي
- غرفة سلكية
- عداد شيرينكوف
- عداد وميضي
- عداد تناسبي
- عداد شبه الموصلات
- عداد نيوترينو
- عداد نيوترونات
- إشعاع مؤين
- مطياف ألفا المغناطيسي
- ثنائي ضوئي شلالي
- حجرة إسقاط الزمن
- مسعر (فيزياء الجسيمات)